# Praha-Waltrovka
Praha-Waltrovka (dawniej Praha-Jinonice) – stacja kolejowa w Pradze, w dzielnicy Jinonice, w Czechach przy ulicy Radlická 40/109. Znajduje się na linii kolejowej Praga – Vrané nad Vltavou. Znajduje się na wysokości 290 m n.p.m. Położona jest w pobliżu stacji metra Jinonice.
Jest zarządzana przez Správę železnic. Na stacji nie ma możliwości zakupu biletów i rezerwacji miejsc.

## Linie kolejowe
- 122 Praha - Hostivice - Rudná u Prahy